# Плудниця
Плудниця (пол. Płudnica) — село в Польщі, у гміні Ілжа Радомського повіту Мазовецького воєводства.
Населення — 131 особа (2011).
У 1975-1998 роках село належало до Радомського воєводства.

## Демографія
Демографічна структура станом на 31 березня 2011 року:
|          | Загалом | Допрацездатний вік | Працездатний вік | Постпрацездатний вік |
| -------- | ------- | ------------------ | ---------------- | -------------------- |
| Чоловіки | 66      | 12                 | 49               | 5                    |
| Жінки    | 65      | 14                 | 37               | 14                   |
| Разом    | 131     | 26                 | 86               | 19                   |